# Henri Winkelman
Henri Gerard Winkelman, född 17 augusti 1876, död 27 december 1952, var en nederländsk general. Winkelman är mest känd för att ha fört befäl över Nederländernas trupper under Slaget om Nederländerna.